# Čuvari galaksije Vol. 3
Čuvari galaksije Vol. 3 (eng. Guardians of the Galaxy Vol. 3) američki je film temeljen na istoimenim likovima Marvel Comicsa, napisao i režirao  James Gunn, producirao Marvel Studios, a distribuirao Walt Disney Studios Motion Pictures. Ovo je trideset i drugi film u Marvel Cinematic Universeu (MCU), kao i nastavak filma Čuvari galaksije Vol. 2.

## Radnja
Nakon događaja u filmovima Osvetnici: Završnica, Thor: Ljubav i Grom i specijala The Guardians of the Galaxy Holiday Special, Peter Quill, još uvijek izbezumljen gubitkom Gamore, mora okupiti Čuvare galaksije kako bi obranio svemir i zaštitio jednog od svojih.

## Glumačka postava

### Glavni
- Chris Pratt kao Peter Quill / Star-Lord
- Zoe Saldaña kao Gamora
- Dave Bautista kao Drax the Destroyer
- Karen Gillan kao Nebula
- Pom Klementieff kao Mantis
- Vin Diesel kao Groot
- Bradley Cooper kao Rocket
- Sean Gunn kao Kraglin Obfonteri
- Chukwudi Iwuji kao High Evolutionary
- Will Poulter kao Adam Warlock
- Elizabeth Debicki kao Ayesha
- Maria Bakalova kao Cosmo the Spacedog
- Sylvester Stallone kao Stakar Ogord

Michael Rosenbaum također ponavlja svoju ulogu Martinexa iz prethodnog filma, dok se Callie Brand pojavljuje kao vanzemaljac. Daniela Melchior, Nico Santos i Asim Chaudhry dio su glumačke ekipe u nepoznatim ulogama. Pojavljuje se i vidra Lylla, Rocketin ljubavni interes.

## Produkcija

### Razvoj
U studenom 2014., James Gunn tijekom snimanja prvog filma rekao je da je već napisao ideje za nastavak i mogući treći film. U lipnju 2015. godine Gunn otkriva da nije siguran hoće li se vratiti za treći film, navodeći da će to ovisiti o tome kako će se osjećati nakon snimanja Čuvara galaksije Vol. 2. U travnju 2016., govoreći o budućnosti MCU-a, Kevin Feige izjavio je da "sve tek treba odlučiti za 2020. godinu  i kasnije, ali definitivno Čuvari galaksije 3 je jedan od tih filmova. Ne znam koja će točna narudžba biti.". U ožujku 2017., Gunn je rekao da će treći film "definitivno biti", ponovivši da još nije odlučio hoće li se vratiti režiji. Mjesec kasnije Gunn je najavio da će se vratiti pisati i režirati Čuvare galaksije Vol. 3. U srpnju 2018. godine Gunn je otpušten iz Disneyja i Marvela, oslobađajući ga uloga za treći film, čija je produkcija obustavljena, objavljeno je da će se nastaviti tek 2021. godine. U ožujku 2019. godine James Gunn ponovno je angažiran kao redatelj filma.

### Predprodukcija
Predprodukcijski rad na stvaranju dizajna i slika filma započeo je u travnju 2021. godine. Mjesec kasnije Gunn je izjavio da će film biti smješten nakon događaja Thor: Ljubav i grom, u kojem je bilo nekoliko likova Čuvara. Gunn je počeo pisati film u lipnju 2021. Izvorno je napisao cameo nastup za svog prijatelja Kumaila Nanjianija, ali ga je uklonio nakon što je saznao da je Nanjiani dobio ulogu Kinga u filmu Vječnici. Do kraja kolovoza Gunn i Marvel Studios počeli su se sastajati s glumcima za ulogu Adama Warlocka, uključujući Willa Poultera, koji je dobio ulogu sljedećeg listopada, a Gunn je rekao da su "deseci uloga" već dobili ulogu. Casting se također odvijao za razne sporedne uloge, uključujući vanzemaljce i zaštitare. Pratt je također započeo probe i testiranja u listopadu, a produkcijski sastanak održan je početkom studenog, neposredno prije početka snimanja.

### Snimanje
Snimanja su započela 8. studenog 2021. u Atlanti i završena su 6. svibnja 2022. The Guardians of the Galaxy Holiday Special snimljeni su istodobno s filmom, od veljače do kraja travnja 2022., s istom glavnom glumačkom ekipom i setovima. Na početku snimanja otkriveno je da će se Sylvester Stallone vratiti kao Stakar Ogord, i da će Chukwudi Iwuji biti dio filma, nakon suradnje s Gunnom na Peacemakeru. U veljači 2022. otkriveno je da će se Callie Brand pojaviti u filmu kao vanzemaljac. Judianna Makovsky je kostimografkinja, dok je Henry Braham snimatelj, nakon što je to prethodno već snimao za Čuvare galaksije Vol. 2.

### Postprodukcija
U lipnju 2022. otkriveno je da će Daniela Melchior imati malu ulogu u filmu, nakon što je prethodno glumila u filmu Odred otpisanih: Nova misija s Jamesom Gunnom. Također je potvrđeno da će se Elizabeth Debicki vratiti kao Ayesha, dok je najavljeno da će Maria Bakalova i Nico Santos biti dio filma. U srpnju je otkriveno da će Chukwudi Iwuji i Bakalova igrati High Evolutionary, odnosno Cosmosa. Cosma je prva dva filma glumio pas Fred i pas Slate u specijalu. U srpnju 2022. Michael Rosenbaum otkrio je da je ponovio svoju ulogu Martinexa iz drugog dijela. Fred Raskin vraća se iz prva dva filma kao urednik, zajedno s Gregom D'Aurijom, urednikom božićnog specijala, dok je Stephane Ceretti nadzornik vizualnih efekata, kao što je bio slučaj s prvim filmom. U veljači 2023. otkrivena je prisutnost Asima Chaudhryja u filmu.

### Glazba
Glazbu filma skladao je John Murphy, koji je prethodno surađivao s Jamesom Gunnom na Odredu otpisanih.

## Promocija
Prvi trailer premijerno je prikazan na "San Diego Comic-Con International 2022", i objavljen je na internetu 1. prosinca 2022. na "Comic Con Experienceu" u Brazilu, dok je drugi trailer objavljen 13. veljače 2023. tijekom Super Bowla 2023.

## Distribucija
Prvotno zakazan za 1. svibanj 2020., film će biti objavljen u hrvatskim kinima u svibnju 2023., dok u Sjedinjenim Državama, 5. svibnja 2023.

## Vanjske poveznice
- Službena stranica na marvel.com
- Čuvari galaksije Vol. 3 u internetskoj bazi filmova IMDb-a